# Městský soud v Brně
Městský soud v Brně vykonává soudnictví na území statutárního města Brna, pro okolní obce je zřízen Okresní soud Brno-venkov. Na rozdíl od Městského soudu v Praze je soudem okresním, a proto je jeho odvolacím soudem Krajský soud v Brně. Rozhoduje tedy jako soud prvního stupně ve všech trestních a civilních věcech, ledaže jde o specializovanou agendu (nejzávažnější trestné činy, insolvenční řízení, spory ve věcech obchodních korporací, hospodářské soutěže, duševního vlastnictví apod.), která je stejně jako správní soudnictví svěřena krajskému soudu. Co do počtu soudců jde spolu s ostravským o největší české okresní soudy.

## Sídlo
Soud sídlil do roku 2009 na více místech Brna: v budově krajského soudu na Rooseveltově ulici, na Moravském náměstí 2 a také na Malinovského náměstí 4. Poté se přestěhoval do Justičního areálu Brno, který se nachází mezi ulicemi Renneská a Heršpická u řeky Svratky. Zde sídlí společně s Okresním soudem Brno-venkov (předtím na ulici Příkop), Městským státním zastupitelstvím v Brně a Okresním státním zastupitelstvím Brno-venkov.

## Historie
Roku 1850 vznikly v rozšířeném zemském hlavním městě Brně tři okresní soudy, Okresní soud pro Brno-vnitřní město, který se dělil do dvou sekcí a který zahrnoval jen bývalé královské město vymezené hradbami, a Okresní soud pro Brno-horní předměstí a Okresní soud pro Brno-dolní předměstí, jejichž působnost se vztahovala jak na předměstí tehdy připojená k Brnu, tak i na několik v té době venkovských obcí. O pět let později byly ale zrušeny a soudní moc na okresní úrovni obvykle vykonával smíšený okresní úřad, pro město Brno a jeho okolí však vznikly dva „městské delegované okresní soudy“ v sídle zemského soudu, jeden pro věci civilní a druhý pro věci trestní. Tento stav vydržel dlouhou dobu, ovšem po roce 1892 působil jak v zemském hlavním městě, tak v jeho tehdejším okolí již jen Okresní soud trestní v Brně, pouze pro město působil Okresní soud civilní pro Brno-město a pro nejbližší venkovské obce byl zřízen Okresní soud civilní pro Brno-okolí (v obvodu pozdějšího Okresního soudu Brno-venkov existovaly navíc obecné okresní soudy v Ivančicích, Tišnově a Židlochovicích). Ani po vzniku Velkého Brna roku 1919 se územní působnost městského civilního soudu nerozšířila a venkovský tak i nadále fungoval pro nově získané brněnské městské části. Vládou bylo sice navrženo oba okresní civilní soudy sloučit, k tomu ale tehdy nedošlo.
Sjednocení nastalo až roku 1949, kdy byl pro celý obvod brněnského okresního národního výboru zřízen nový Okresní soud civilní v Brně a dosavadní civilní soudy pro Brno-město a Brno-okolí zanikly. Trestní okresní soud existoval i nadále, nicméně roku 1960 došlo k dalším změnám. Všechny soudy byly rozděleny podle jednotlivých okresů a v Brně byly navíc sloučeny specializované trestní a civilní soudy, takže existoval už jen jeden soud s působností pouze pro území okresu Brno-město s názvem Okresní soud Brno-město. K přejmenování na Městský soud v Brně došlo v souvislosti s přijetím zákona o městě Brně počátkem roku 1969 a tento název mu už zůstal.